# Jamie Staff
Jamie Alan Staff (Ashford, 30 de abril de 1973) es un deportista británico que compitió en ciclismo en la modalidad de pista, especialista en las pruebas de velocidad por equipos y keirin; aunque sus inicios fueron en ciclismo BMX.
Participó en dos Juegos Olímpicos de Verano, en los años 2004 y 2008, obteniendo una medalla de oro en Pekín 2008, en la prueba de velocidad por equipos (junto con Chris Hoy y Jason Kenny).
Ganó nueve medallas en el Campeonato Mundial de Ciclismo en Pista entre los años 2002 y 2009.
En BMX ganó una medalla de oro en el Campeonato Mundial de Ciclismo BMX de 1996, en la prueba de cruiser masculino.
Staff fue nombrado miembro de la Orden del Imperio Británico (MBE) en el año 2008 por sus éxitos deportivos.

## Medallero internacional

### Ciclismo en pista
| Juegos Olímpicos   | Juegos Olímpicos             | Juegos Olímpicos  | Juegos Olímpicos      |
| Año                | Lugar                        | Medalla           | Competición           |
| ------------------ | ---------------------------- | ----------------- | --------------------- |
| 2008               | Pekín (China)                | Medalla de oro    | Velocidad por equipos |
| Campeonato Mundial |                              |                   |                       |
| Año                | Lugar                        | Medalla           | Competición           |
| 2002               | Ballerup (Dinamarca)         | Medalla de oro    | Velocidad por equipos |
| 2003               | Stuttgart (Alemania)         | Medalla de bronce | Velocidad por equipos |
| 2004               | Melbourne (Australia)        | Medalla de oro    | Keirin                |
| 2004               | Melbourne (Australia)        | Medalla de bronce | Velocidad por equipos |
| 2005               | Los Ángeles (Estados Unidos) | Medalla de oro    | Velocidad por equipos |
| 2006               | Burdeos (Francia)            | Medalla de plata  | Velocidad por equipos |
| 2007               | Palma de Mallorca (España)   | Medalla de bronce | 1 km contrarreloj     |
| 2008               | Mánchester (Reino Unido)     | Medalla de plata  | Velocidad por equipos |
| 2009               | Pruszków (Polonia)           | Medalla de plata  | Velocidad por equipos |

### Ciclismo BMX
| Campeonato Mundial | Campeonato Mundial     | Campeonato Mundial | Campeonato Mundial |
| Año                | Lugar                  | Medalla            | Competición        |
| ------------------ | ---------------------- | ------------------ | ------------------ |
| 1996               | Brighton (Reino Unido) | Medalla de oro     | Cruiser            |